# Chevagnes
Chevagnes è un comune francese di 717 abitanti situato nel dipartimento dell'Allier, della regione dell'Alvernia-Rodano-Alpi. È attraversato dal fiume Acolin.

## Società

### Evoluzione demografica
Abitanti censiti